# François Victor Le Tonnelier de Breteuil
François Victor Le Tonnelier de Breteuil, II marchese di Fontenay-Trésigny (Choisel, 17 aprile 1686 – Issy, 7 gennaio 1743), è stato un politico e nobile francese.

## Biografia
Membro della famiglia Le Tonnelier de Breteuil, François-Victor era il primogenito del marchese François Le Tonnelier de Breteuil (1638–1705), consigliere di Stato e intendente delle finanze di re Luigi XIV; sua madre era Anne de Calonne de Courtebourne (1654–1737). Suo fratello era Charles-Louis-Auguste Le Tonnelier de Breteuil (1687–1732), Gran Maestro della Cappella Musicale del Re, poi vescovo di Rennes.
François-Victor Le Tonnelier de Breteuil divenne consigliere del parlamento di Parigi e commissario della seconda camera delle richieste dal 5 agosto 1705. Aveva solo 18 anni, ma percorse velocemente la sua carriera in considerazione dei servizi resi alla Francia dai suoi antenati.
Venne nominato maistre de requetes il 27 febbraio 1712.
Fu successivamente intendente delle finanze del Limosino, della Marca e dell'Angoumois dal 1718 al 1723. Fu un protetto del cardinale Dubois, membro di una linea occitana di grandi prelati "semi-liberali", citati da  Emmanuel Le Roy Ladurie.
François-Victor Le Tonnelier de Breteuil venne nominato il 13 luglio 1721 membro dell'Ordine dello Spirito Santo e poi suo cerimoniere, rimanendo in carica dal 1721 al 1743.
A luglio del 1723, sostituì Claude Le Blanc come segretario di stato per la guerra durante il periodo della sua detenzione, sino al 19 giugno 1726 in occasione del suo rilascio. Alla morte del cardinale Dubois e del reggente, Breteuil venne licenziato ad opera del cardinale Fleury che preferì il rientro di Claude Le Blanc. Venne pensionato con 10.000 livres annue.
Quando Claude Le Blanc morì nel luglio del 1728, Le Tonnelier fece nuovamente domanda per ottenere la carica di Segretario di Stato per la guerra, ma l'incarico venne concesso a Nicolas-Prosper Bauyn d'Angervilliers da Fleury.
Nel febbraio del 1740, il partito contrario alla prammatica sanzione riuscì ad avere la meglio contro quello di Fleury e pertanto Le Tonnelier riuscì a tornare al governo come ministro della guerra appena dopo il coinvolgimento della Francia nella guerra di successione austriaca.
Morì a Issy a causa di un colpo apoplettico,  il 7 gennaio 1743;  22 giorni dopo (29 gennaio 1743) morì anche il cardinale Fleury.

## Matrimonio e figli
François-Victor Le Tonnelier de Breteuil si sposò il 15 ottobre 1714 al castello d'Ennery con Marie-Anne-Angélique Charpentier d'Ennery (1689-1760), figlia di Jacques, signore di Ennery. La coppia ebbe i seguenti figli:
- François-Victor (25 agosto 1715 - 4 dicembre 1771), III marchese di Fontenay-Trésigny, sposò l'11 dicembre 1768 Marie Louise Joséphine Lefèbvre de Milly (1748-?)
- Marie Anne Julie (1 ottobre 1716 - 13 febbraio 1778), si sposò il 5 giugno 1741 a Parigi con Jules Charles Henri de Clermont-Tonnerre (6 aprile 1720 - 26 luglio 1794)
- Gabrielle Louise Rosalie (28 agosto 1725 - 21 maggio 1770), sposò in prime nozze il 1º agosto 1743 con Charles Armand de Pons (6 giugno 1892 - 21 maggio 1770), sposò in seconde nozze nel 1771 Louis Armand Constantin de Rohan (18 aprile 1731 - 24 luglio 1794)